# Loupian
Loupian é uma comuna francesa na região administrativa de Occitânia, no departamento de Hérault. Estende-se por uma área de 16 km². Em 2010 a comuna tinha 2 214 habitantes (densidade: 138,4 hab./km²).